# Joseph G. Fucilla
Pour les articles homonymes, voir Fucilla.
Joseph Guerin Fucilla (1897–1981) est un linguiste, lexicographe et hispaniste américain,
professeur émérite à l'université Northwestern de Chicago. Ses écrits lexicographiques comprennent notamment un dictionnaire espagnol/anglais-anglais/espagnol.

## Biographie
D'origine italienne, Joseph G. Fucilla est l'aîné d'une fratrie de sept enfants. Ses parents, Giovanni « John » Fucilla et Maria Carmela De Marco, sont originaires du village calabrais de Motta, aujourd'hui frazione de la commune de Rovito, située dans la province de Cosenza.
Après avoir été scolarisé à Racine dans le Wisconsin, il obtient son Baccalauréat en arts (1921) et sa Maîtrise en arts (1922) à l'université du Wisconsin à Madison. En 1928, il obtient son doctorat à l'université de Chicago. Durant sa scolarité, Joseph G. Fucilla étudiera le latin, l'allemand, l'espagnol, le français et le portugais.
En 1925, il épouse Reba Ann South (1901–1990) ; de cette union naîtront deux enfants : Jasper et Ivan.
De 1936 à 1966, Joseph G. Fucilla est professeur au Département des Langues romanes de l'université Northwestern, à Chicago.
De 1943 à 1968, il est le rédacteur en chef d'Italica, le journal de l'association American Association of Teachers of Italian dont il fut le président en 1939.
Joseph G. Fucilla fut également membre de l'Accademia Cosentina (en) (élu en 1949), de la Real Academia Sevillana de Buenas Letras (en) (1961), et de la Hispanic Society of America (1966).

## Publications sélectives

### Ouvrages
- Latin American Bibliography, Inter-American Institute, Northwestern University (Evanston, Ill.), 1943.
- The Follett Spanish Dictionary : Spanish-English and English-Spanish, Follett Publishing Company, Chicago, IL, 1943.
- Our Italian Surnames, Genealogical Publishing Company, Incorporated, 1949.  (ISBN 0806311878)
- Relaciones hispanoitalianas, Madrid, Instituto Miguel de Cervantes (CSIC), 1953. 238 pàgs. (RFE, Anejo LIX).
- Estudios sobre el petrarquismo en España, CSIC, Madrid, 1960.
- Fucilla Spanish dictionary : Spanish-English and English-Spanish, New York : Bantam Books, 1961.
- The Teaching of Italian in the United States, American Association of Teachers of Italian, 1967.

### Articles
- Fucilla Joseph G. « Un Italien imitateur des poètes espagnols ». In : Bulletin hispanique, t. 36, no 2, 1934, pp. 195–197.
- Fucilla Joseph G. « Le dernier poème de Pedro de Padilla ». In : Bulletin hispanique, t. 57, no 1–2, 1955, pp. 133–135.

## Distinctions honorifiques
- Chevalier de l'ordre du Mérite de la République italienne (1968)

## Sources
- (en) Luciani, Vincent. « Joseph G. Fucilla ». Italica, vol. 45, no 3, 1968, pp. 275–280, sur JSTOR.
- (en) Portner, I. A. « In Memoriam : Joseph G. Fucilla (1897–1981) ». Italica, vol. 58, no 3, 1981, pp. 232–235, sur JSTOR.
- (en) « Joseph Guerin Fucilla 1897–1981 » [PDF], Italian Culture, 3:1, 1981, pp. 8–10.